# Ágfalva
Ágfalva [ˈaːkfɒlvɒ] (deutsch Agendorf, burgenlandkroatisch Agendrof) ist eine Gemeinde im Komitat Győr-Moson-Sopron im Nordwesten Ungarns. Der Ort liegt an der österreichischen Grenze und ist zwei Kilometer von Sopron (Ödenburg) entfernt.

## Geschichte
Agendorf, der deutsche Name des schon um 1194 erwähnten alten ungarischen Ortsnamens Dág, wird in einer Urkunde von Papst Innozenz III. aus dem Jahre 1207 erwähnt. Der Ort war ab dem Ende des Mittelalters ein Stadtdorf Ödenburgs und gehörte wie auch das heute österreichische Burgenland zu Ungarn, war aber als Teil Deutsch-Westungarns überwiegend deutschsprachig. Ein Braunkohlebergwerk im nahe gelegenen Brennberg wurde im Jahr 1785 errichtet und war lange ein wichtiger wirtschaftlicher Faktor. Seit 1898 wurde aufgrund der Magyarisierungspolitik der Regierung in Budapest amtlich der neue ungarische Ortsname Ágfalva verwendet. Nach Ende des Ersten Weltkriegs wurde nach zähen Verhandlungen Deutsch-Westungarn in den Verträgen von St. Germain und Trianon 1919 Österreich zugesprochen. Nachdem zunächst die österreichische Regierung im Sommer 1920 erfolglos eine Abstimmung gefordert hatte, widersetzten sich in der Gegend um Ödenburg ungarische Freischärler der österreichischen Landnahme. Am 28. August 1921 gab es eine österreichisch-ungarische Schießerei in Agendorf, die mit dem Tod des Freischärlers László Baracsi endete. Am 8. September 1921 kam es zur Schlacht von Agendorf. Daraufhin vereinbarten Österreich und Ungarn im Protokoll von Venedig vom 13. Oktober 1921, eine bindende Volksabstimmung im Dezember des gleichen Jahres anzusetzen. In Ágfalva stimmten 82,2 % der Wahlberechtigten für eine Angliederung an Österreich, 17,1 % für den Verbleib bei Ungarn. Im gesamten Ödenburger Kreis sprach sich jedoch eine Mehrheit für Ungarn aus. Da das Abstimmungsgebiet als Einheit angesehen wurde, verblieb damit auch Ágfalva bei Ungarn. Der Ort war in den Jahren 1944/45 ein Schauplatz von Kampfhandlungen zwischen der deutschen Wehrmacht und der Roten Armee. Nach Ende des Zweiten Weltkriegs wurde im April 1946 ein Großteil des deutschsprachigen Bevölkerungsteils vertrieben. Das Bergwerk in Brennberg wurde 1951 stillgelegt.

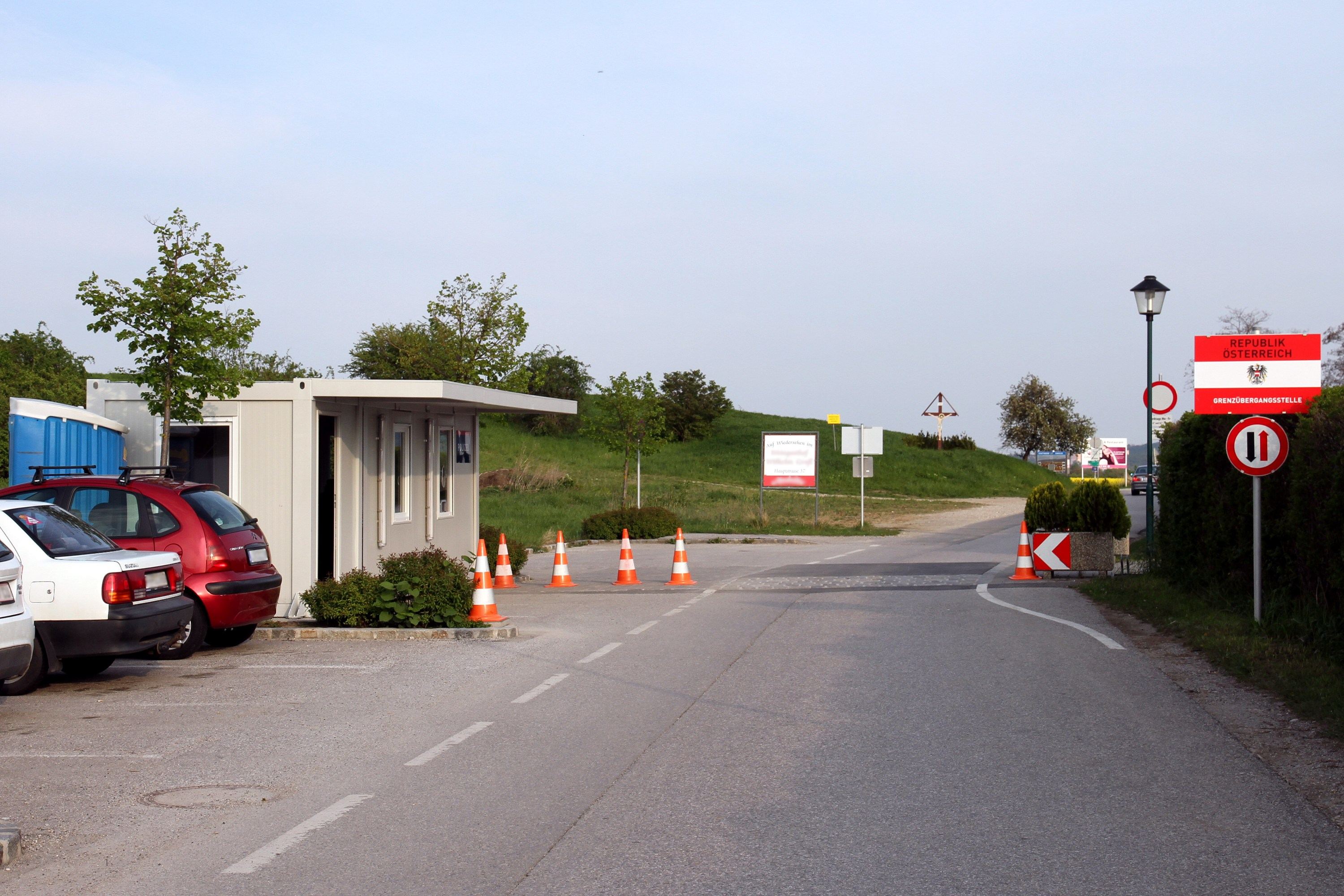
Die Grenze zwischen Österreich (Schattendorf) und Ungarn (Agfalva)

## Sehenswürdigkeiten
- Evangelische Kirche, mit einer Orgel von Johann Gottfried Malleck.
- St. Georg (katholische Kirche)
- Heimatmuseum
- Bauliche Reste der Bergwerksbahn zwischen Brennberg und Agendorf
- Bergwerksmuseum im ehemaligen Bergwerkdorf Brennberg
- Denkmäler
  - Heldendenkmal
  - 1848 Denkmal
  - Denkmal des Aufständischen László Baracsi
  - Denkmal der Vertriebenen
  - Millenniumsdenkmal (896–1896) 1000 Jahre Ungarn

## Galerie

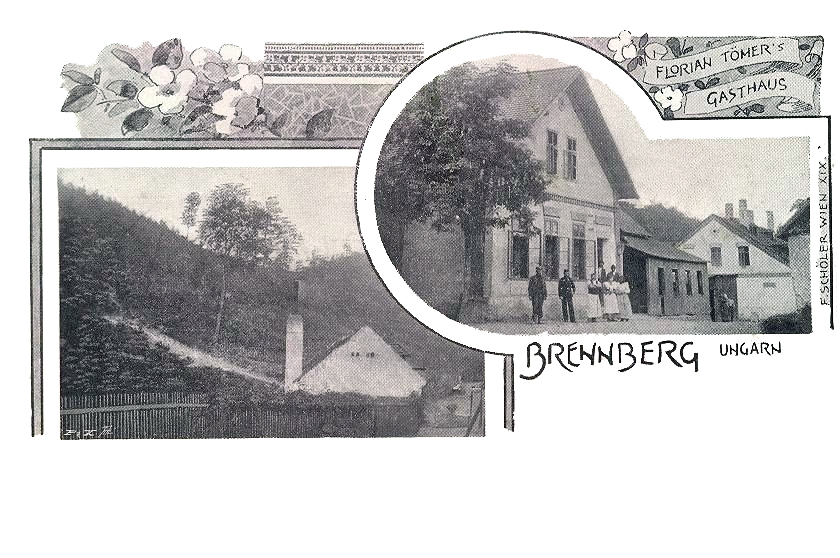
Brennberg, 1899, Ansichtskartenmotive
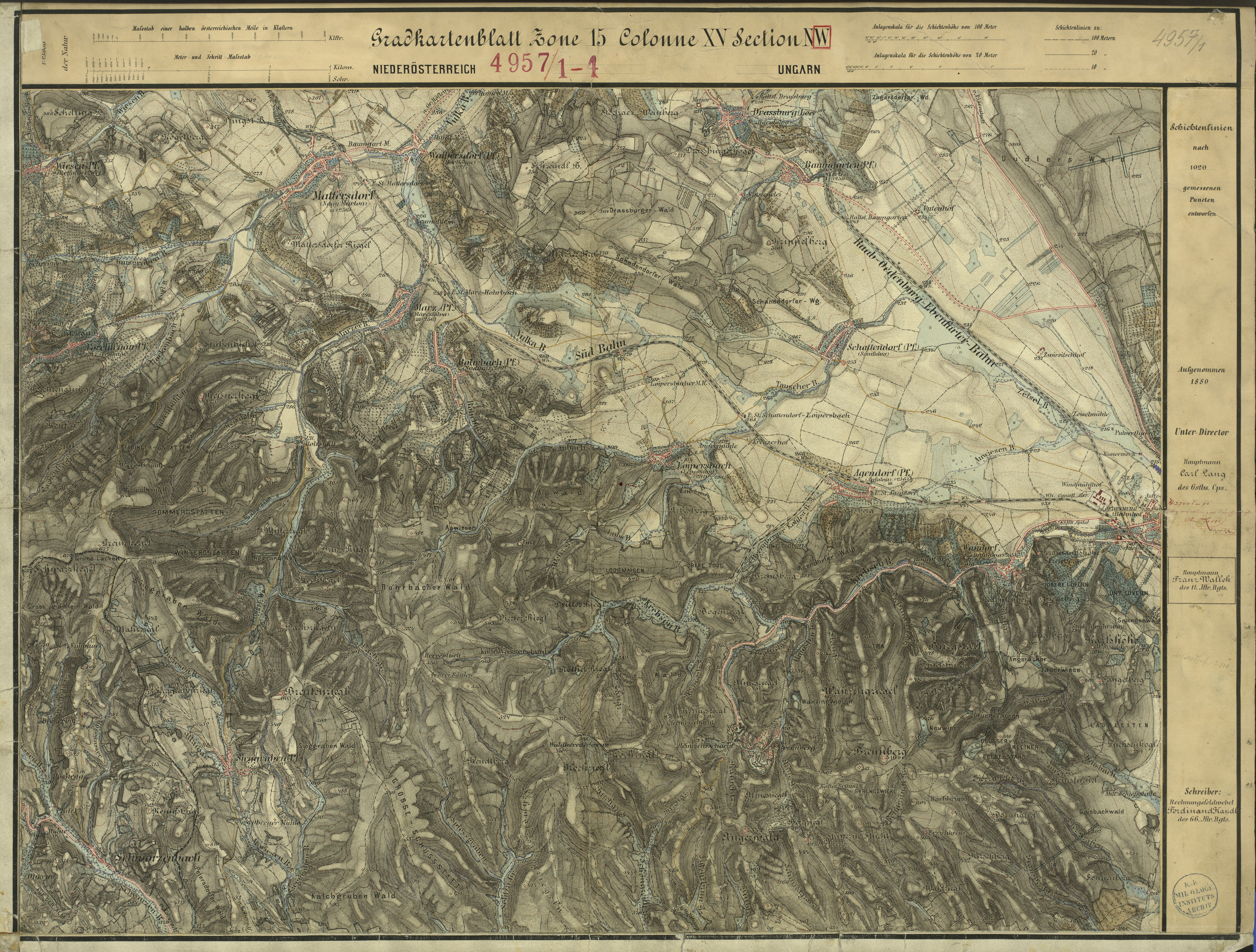
Agendorf/Ágfalva mit dem Bergwerksgebiet Brennberg (SSW von Agendorf und westlich von Ödenburg), um 1880 (Aufnahmeblatt der Landesaufnahme)
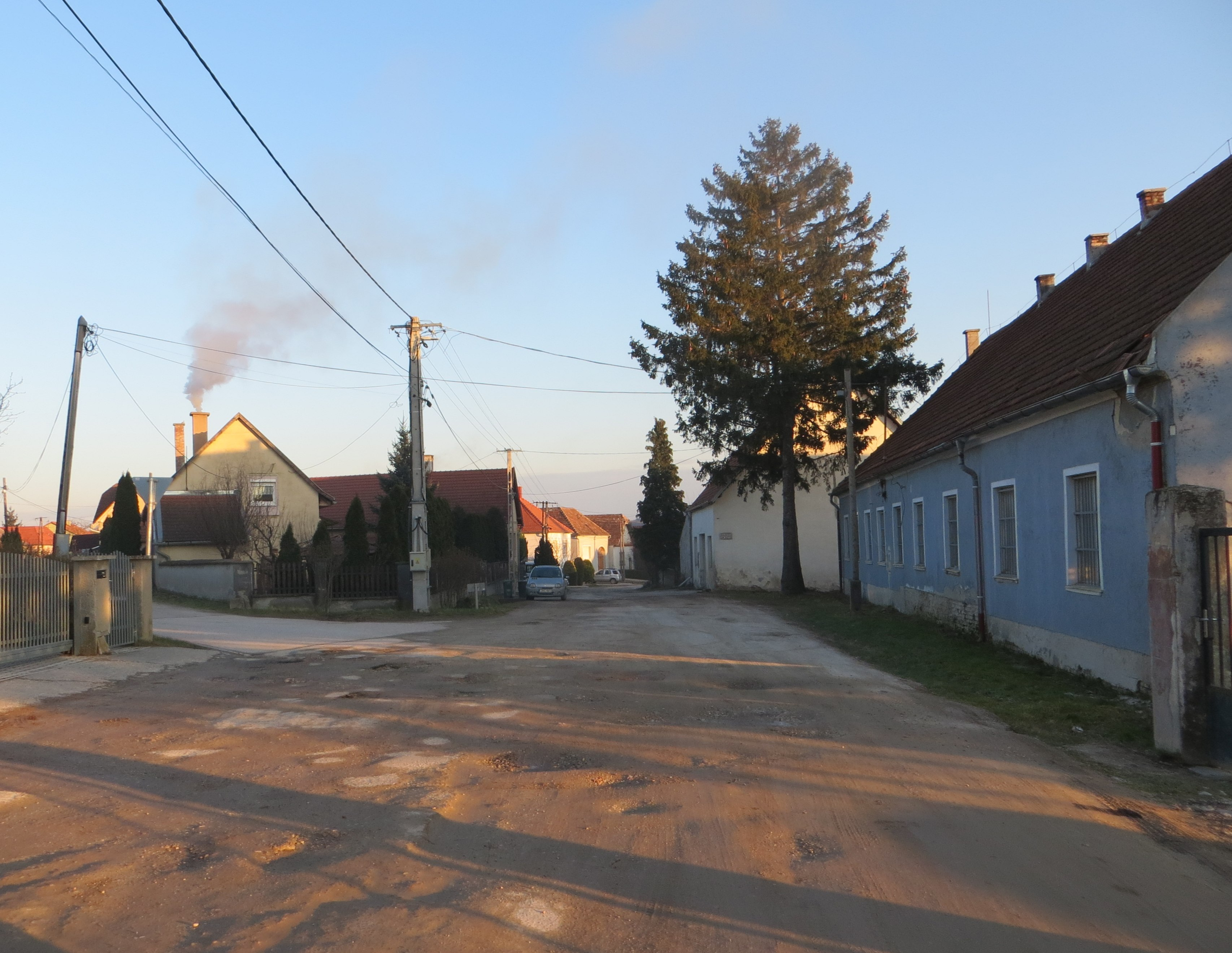
Straße in Agendorf
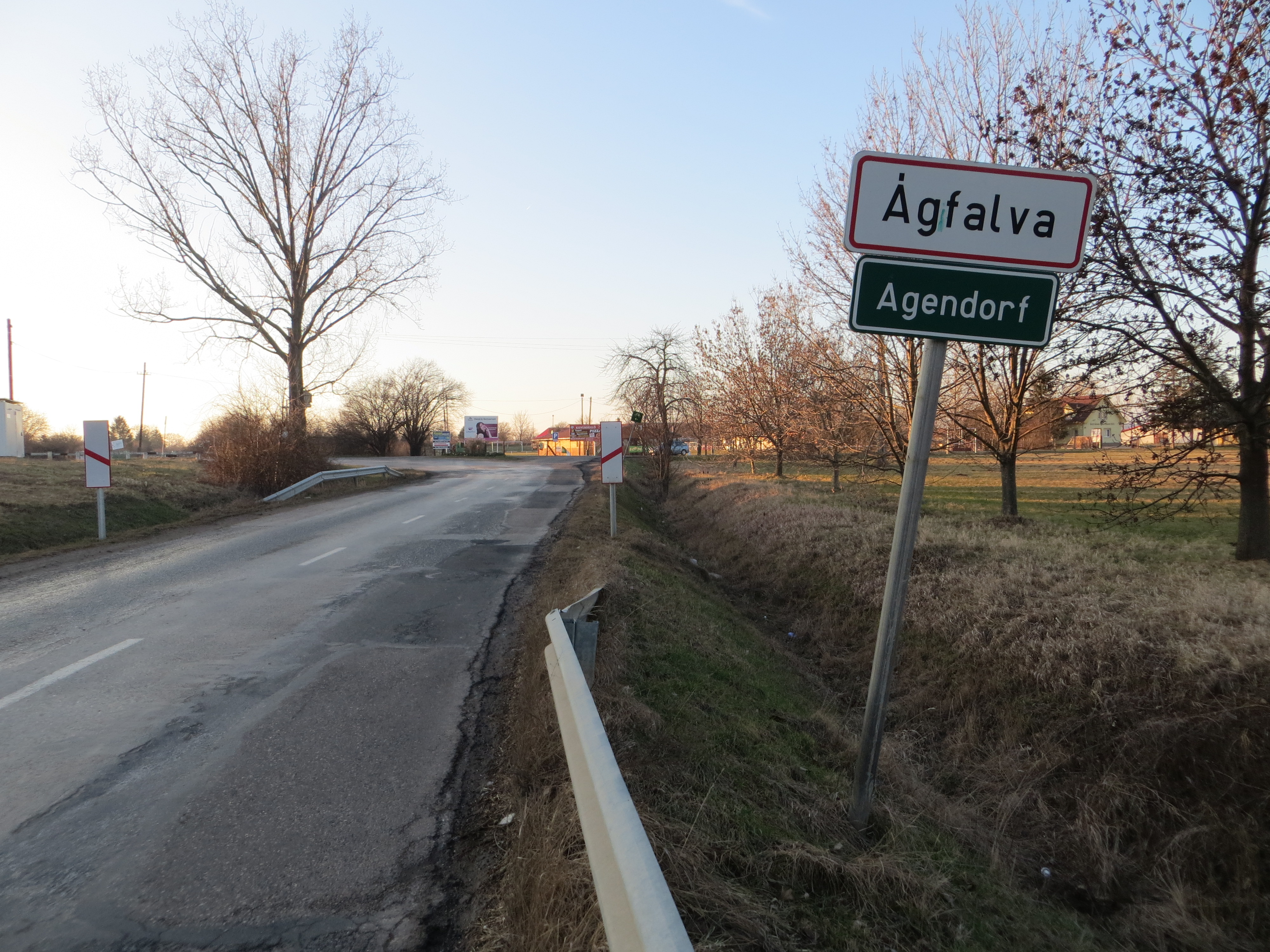
Zweisprachige Ortstafel
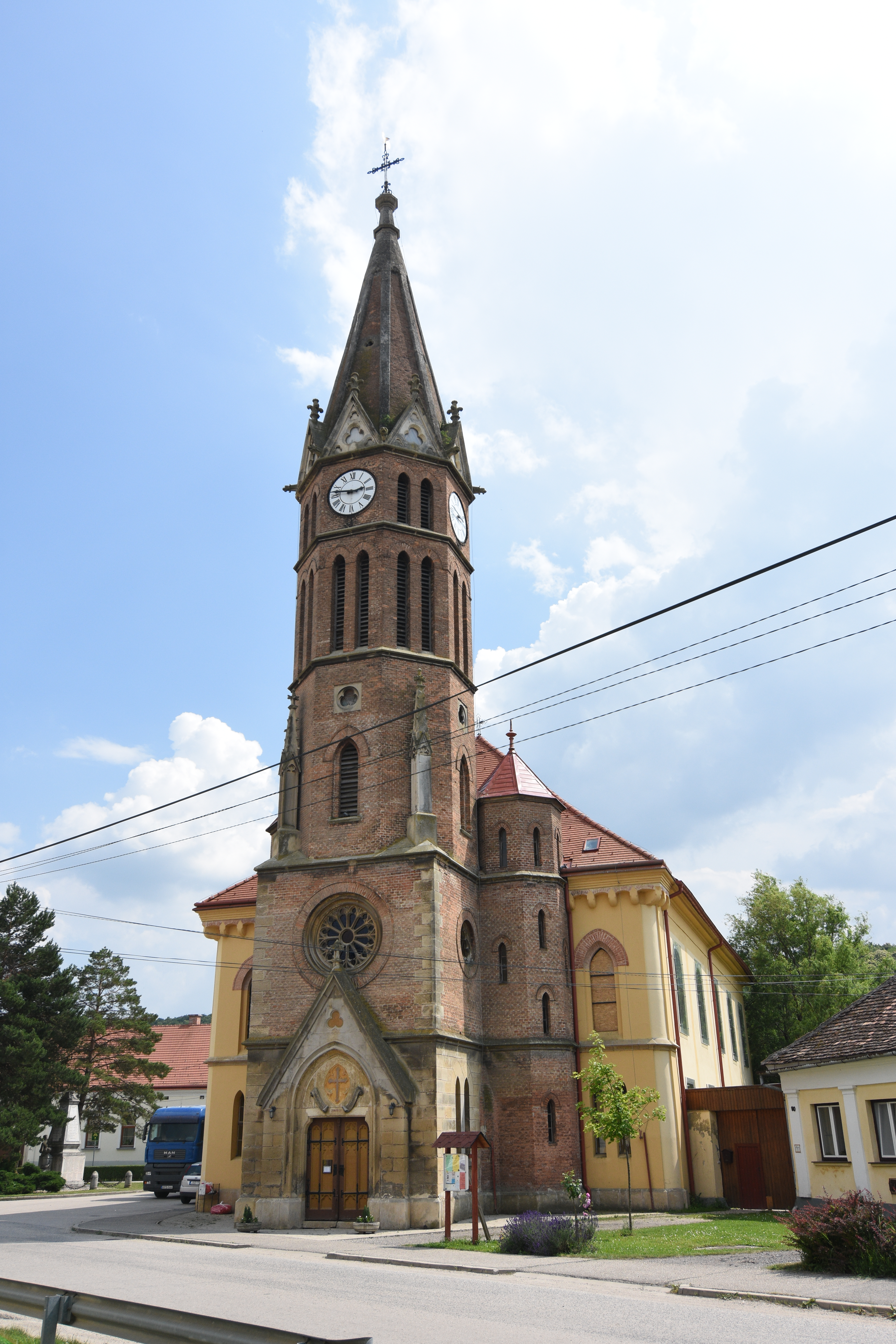
Evangelische Kirche

## Partnergemeinden
Ágfalva ist seit 1992 mit der baden-württembergischen Gemeinde Schefflenz verpartnert.